# Geising
Geising ist ein Stadtteil von Altenberg in Sachsen im östlichen Erzgebirge unweit der tschechischen Grenze und seit 2023 „staatlich anerkannter Erholungsort“. Bis zum 1. Januar 2011 war Geising eine eigenständige Stadt.

## Geografie
Zur ehemaligen Stadt Geising gehörten die Ortsteile Fürstenau (mit Gottgetreu und Müglitz), Fürstenwalde (mit Rudolphsdorf), Liebenau und Löwenhain sowie der Stadtteil Lauenstein (mit Kratzhammer).

## Geschichte

### Wappen und Name

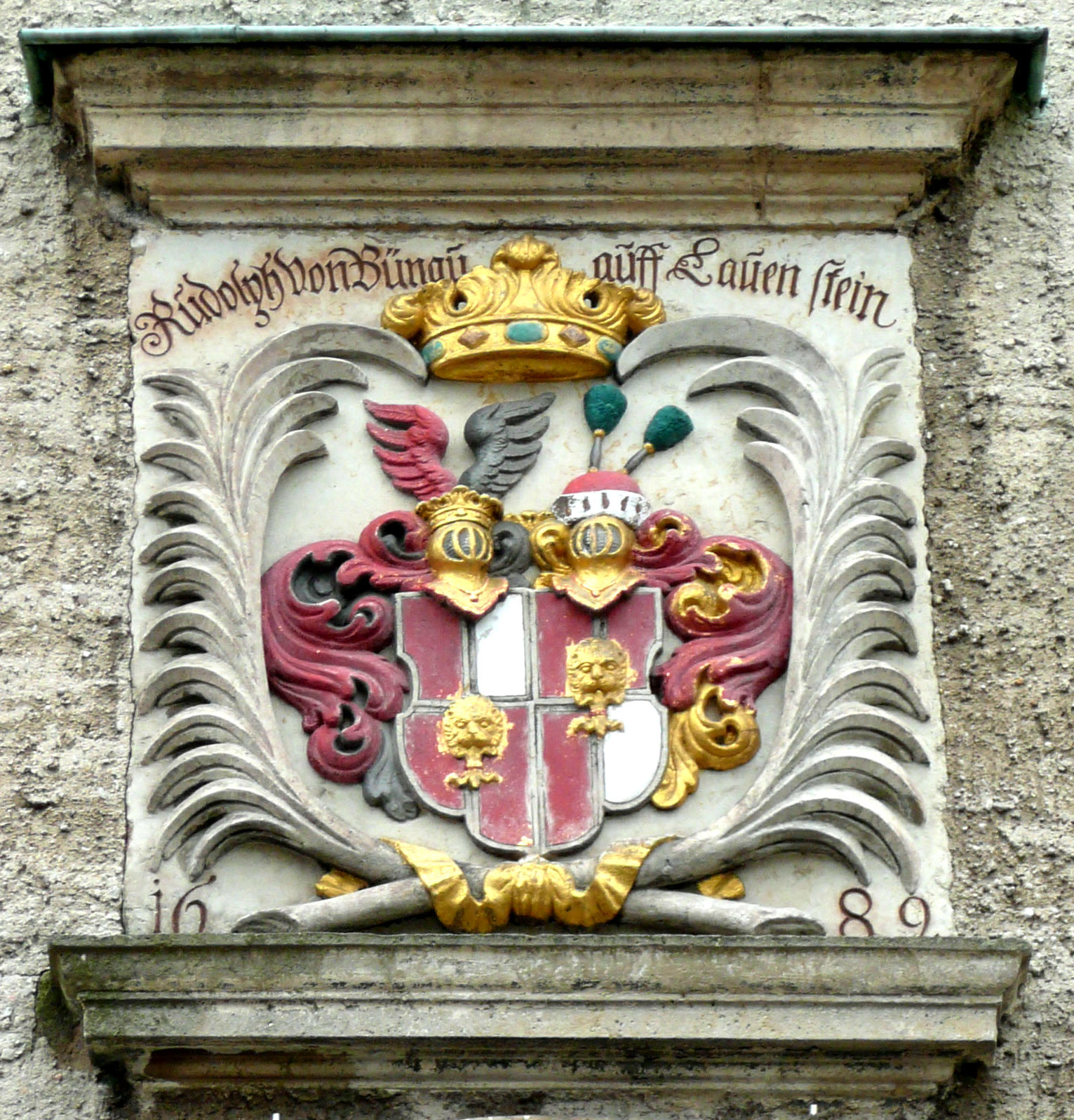
Wappen der Adelsfamilie von Bünau über der Kirchentür

Das Wappen ist eine Kombination der Wappen von Altgeising und Neugeising. Es zeigt vor goldenem Hintergrund einen schwarzen Greif (ehemaliges Wappen von Neugeising) mit roter Zunge und roten Krallen, der eine schwarze Felswand ersteigt. Im rechten oberen Eck symbolisieren Hammer und Schlegel (ehemaliges Wappen von Altgeising) die Bergbautradition der Stadt.
Der Name selbst wurde wahrscheinlich vom benachbarten Geisingberg übertragen. Der Wortstamm geut (germ.) bzw. geußen (frühneuhochdeutsch) deutet auf fließen lassen hin und bezeichnet den Geisingberg als den (vom Regenwasser) übergossenen Berg. Nach der Etablierung des Bergbaus ist auch ein Bezug auf die Zinnverarbeitung (Geising als der Ort an dem Zinn gegossen wird) denkbar.
Die Namensschreibung wechselte im Laufe der Geschichte mehrmals. Überliefert sind u. a. Gewsing (1375 und 1449), Geußingk (1462), Gusingeßgrunt (1477), ym Gewsing (1479), Neue Stadt Geussingsgrundt (1517), Geußingesgrunde (1536) und Geusing (1539).

### Gründung und Entwicklung

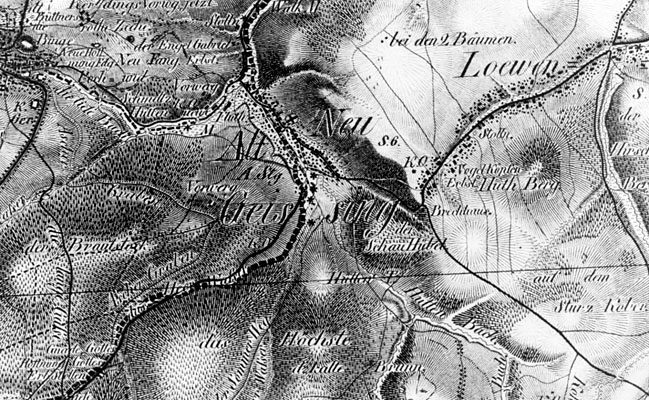
Geising auf der Oberreitschen Karte von 1821

Die Anlage von Geising erfolgte im Zusammenhang mit dem im Umfeld vorrangig auf Eisen, Silber und Zinn betriebenem Bergbau. Bereits 1375 fanden Eisenerzgruben bei Gewsing eine erste Erwähnung. In die Zeit des Fündigwerdens der Altenberger Zinnlagerstätte fällt 1449 die Nennung eines Smedewerg im Gewsing (Schmiedewerk in Geising). Dieses befand sich wahrscheinlich zusammen mit weiteren Erzwäschen, Hammer- und Hüttenwerken auf der westlichen Seite des Geisingbachs, welcher zugleich die Grenze zwischen den Herrschaften Bärenstein und Lauenstein bildete. Die sich um die Verarbeitungsanlagen entwickelnde Ansiedlung erhielt als Altgeising 1453 das Stadtrecht. Daraufhin gründeten die Lauensteiner Burgherren im Auftrag von Kurfürst Friedrich II. 1462 am östlichen Bachufer Neugeising, das sofort städtische Rechte erhielt. Beide Siedlungen schlossen sich 1857 zur Stadt Geising zusammen. Alt-Geising gehörte zum Amt Altenberg.

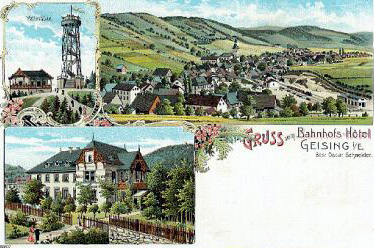
AK Geising Bahnhotel 1907

In der Zeit vom 19.–22. Januar 1950 fanden in Altenberg-Geising die sächsischen Wintersportmeisterschaften statt. Der Sieger im Kombinationssprunglauf wurde Herbert Friedel (Aschberg-Mühlleithen) bei einem 42-m-Sprung von der Friedensschanze.
Im Februar 1989 gerieten regimekritische Äußerungen im Geisinger Faschingsumzug ins Visier der DDR-Staatssicherheit, von denen auch SED-Generalsekretär Erich Honecker persönlich erfuhr.

### Eingemeindungen nach Geising
- 1974: Löwenhain
- 1994: Fürstenau mit seinen ehemaligen Ortsteilen Gottgetreu und Müglitz, Fürstenwalde mit seinen ehemaligen Ortsteilen Rudolphsdorf und Kratzhammer, Liebenau
- 1996: Lauenstein

### Eingemeindung von Geising nach Altenberg

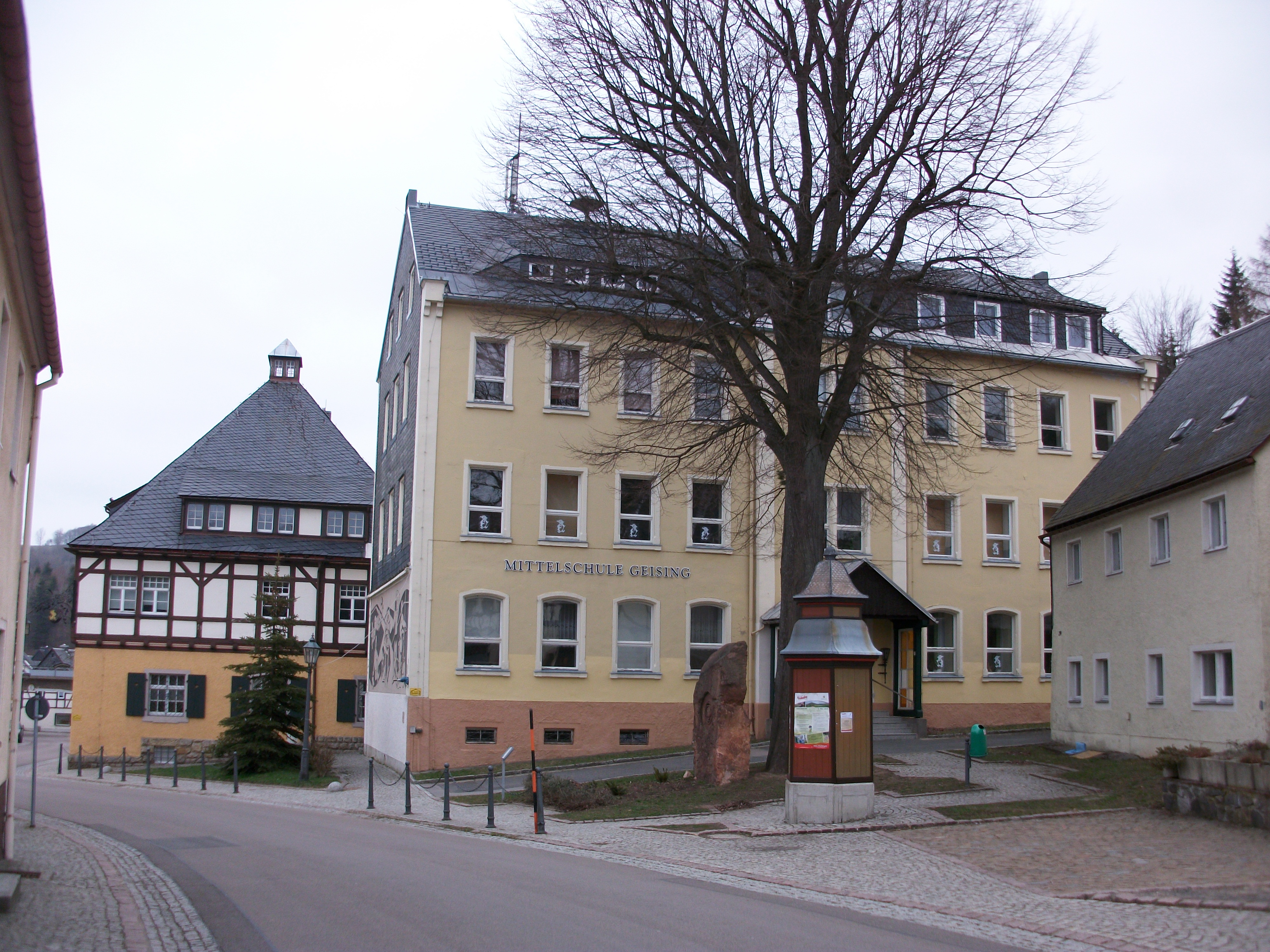
Oberschule Geising mit Reformationsstein und Reformationslinde

Der Geisinger Stadtrat stimmte am 21. Dezember 2010 mehrheitlich der Eingemeindung nach Altenberg zum 1. Januar 2011 zu. Durch die Kommunalaufsicht des Landkreises Sächsische Schweiz-Osterzgebirge wurde die Eingemeindung am 29. Dezember 2010 genehmigt. Geising verlor damit 557 Jahre nach der Stadtrechtsverleihung an Altgeising seine Selbständigkeit.
Die Eingemeindung wurde maßgeblich durch die prekäre finanzielle Situation Geisings beeinflusst. Die Stadt konnte 2010 keinen ausgeglichenen Haushalt mehr vorlegen, die Schulden beliefen sich Ende 2010 auf 4,8 Mio. €, darunter allein 2,28 Mio. € Fehlbeträge.
Durch die Eingemeindung wuchs Altenberg auf eine Fläche von über 146 km² und wurde damit die mit Abstand größte Gemeinde im Landkreis Sächsische Schweiz-Osterzgebirge. Die Einwohnerzahl stieg von ca. 5.700 Einwohnern auf knapp 8.900 Einwohner. Zugleich entstand eine neue regionale Touristenhochburg: 2009 zählten beide Gemeinden zusammen knapp 423.000 Übernachtungen, dies entspricht ca. 17 Prozent der im Landkreis registrierten Übernachtungen. Tourismus und Kurwesen sichern in beiden Gemeinden ca. 1.800 Arbeitsplätze.

### Erholungsort
Seit 2023 trägt Geising den Titel „staatlich anerkannter Erholungsort“.

### Entwicklung der Einwohnerzahl
| Jahr   | Einwohner |
| ------ | --------- |
| 1551 ¹ | 658       |
| 1815   | 856       |
| 1834   | 1104      |
| 1871   | 1303      |
| 1890   | 1310      |
| 1900   | 1240      |
| 1910   | 1316      |
| 1919   | 1445      |
| 1933   | 1279      |
| 1939   | 1515      |

| Jahr   | Einwohner   |
| ------ | ----------- |
| 1946   | 2156        |
| 1957   | 2091        |
| 1964   | 1919        |
| 1990 2 | 3432        |
| 1994   | 3629        |
| 1997 3 | 3586 (1215) |
| 2000   | 3564 (1293) |
| 2003   | 3371 (1270) |
| 2005   | 3215 (1281) |
| 2007   | 3182 (1314) |

| Jahr   | Einwohner |
| ------ | --------- |
| 2008   | 3147      |
| 2010 4 | 1271      |
| 2011   | 1234      |
| 2014   | 1214      |
| 2015   | 1279      |
| 2017   | 1205      |
| 2018   | 1206      |

 Zusammenstellung nach Zühlke (1966) und Angaben des Statistischen Landesamtes Sachsen  

(1): darunter 252 in Altgeising und 406 in Neugeising

(2): ab 1990: Angaben für das gesamte Gemeindegebiet am Jahresanfang (Statistisches Landesamt des Freistaates Sachsen) 

(3): ab 1997: Klammerwerte sind Angaben für Geising Stadt am Jahresanfang (Sächsische Zeitung Ausgabe Dippoldiswalde vom 16. Januar 2007) 

(4): ab 2010: Einwohnerzahl nur für den Ort Geising

## Politik

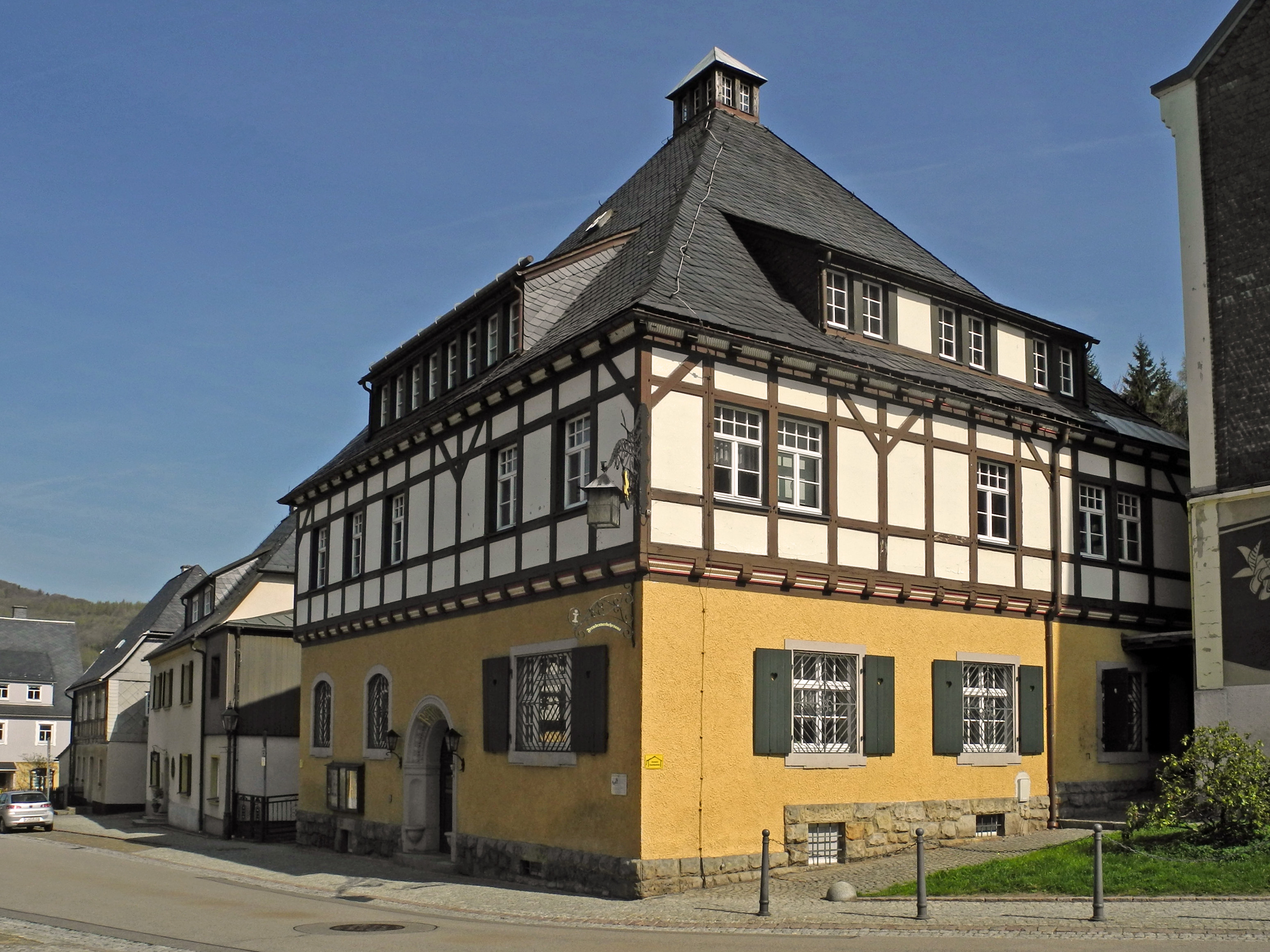
Rathaus Geising

### Verwaltung
Der letzte Bürgermeister vor der Eingemeindung war Frank Gössel (CDU). Er war von 1994 bis zum 31. Dezember 2010 im Amt und davor vier Jahre lang Bürgermeister seiner Heimatgemeinde Fürstenwalde, die 1994 nach Geising eingemeindet wurde. Sein Vorgänger in Geising und erster Bürgermeister nach der Wende bis 1994 war Reiner Fischer (parteilos).

### Partnerschaften
- Schiltach (Schwarzwald)
- Krupka (Tschechische Republik)

## Kultur und Sehenswürdigkeiten

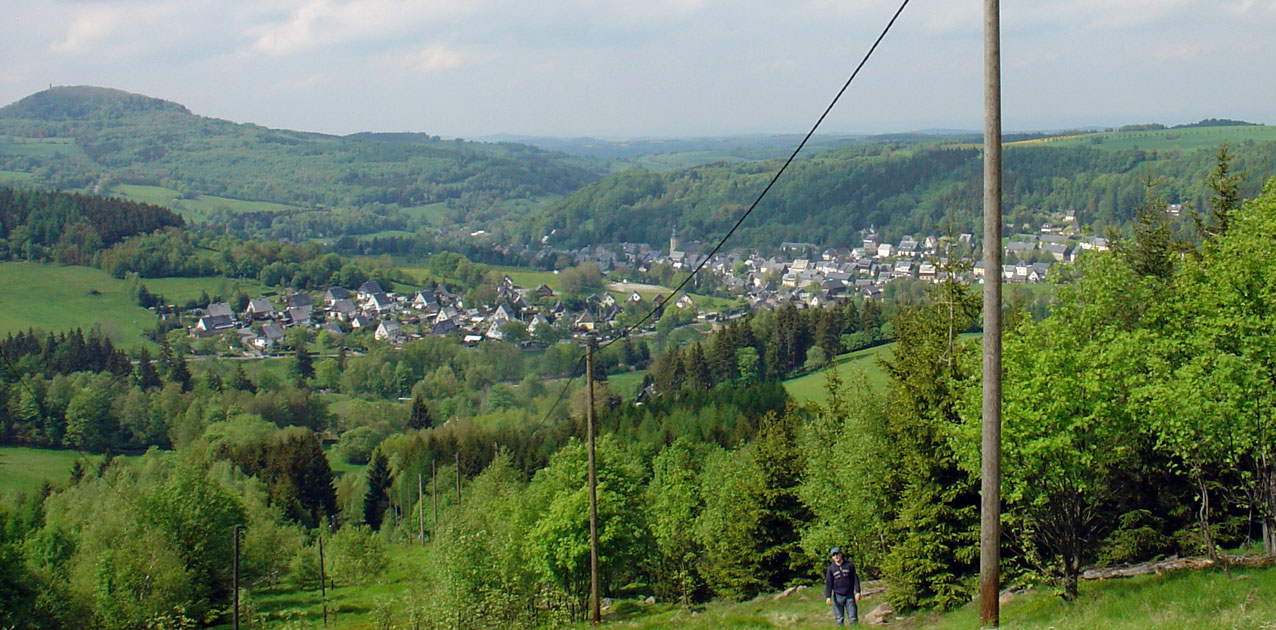
Blick auf Geising von der Kohlhaukuppe

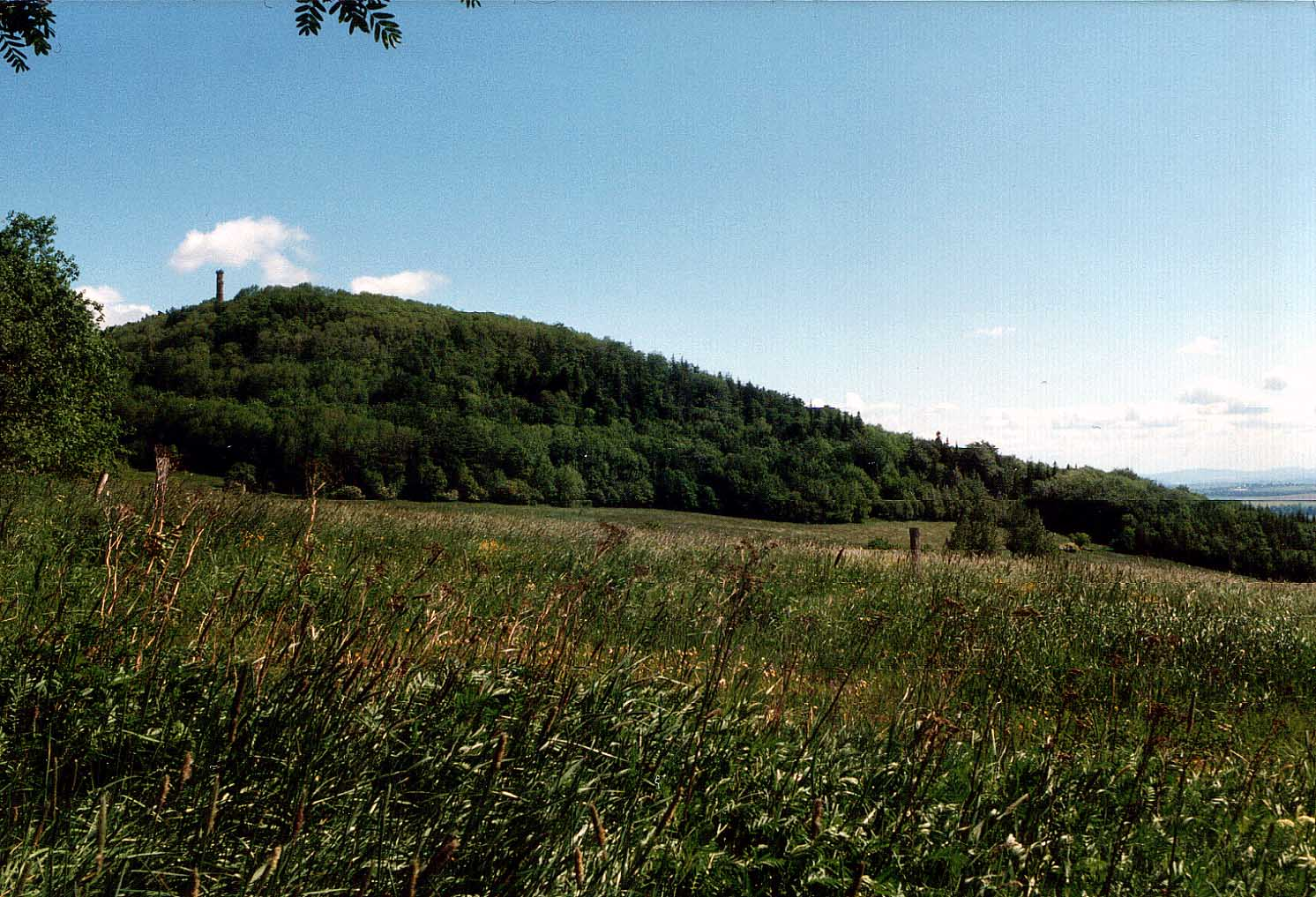
Geisingberg

### Gedenkstätten
Grabstätte und Gedenktafel auf dem Ortsfriedhof für zwei unbekannte KZ-Häftlinge, die bei einem Todesmarsch vom Außenlager Nossen/Roßwein des KZ Flossenbürg im April 1945 von SS-Männern ermordet wurden.

### Museen und Natursehenswürdigkeiten
- Grenzüberschreitender Bergbaulehrpfad
- Tiefenbach-Wasserfall

### Bauwerke

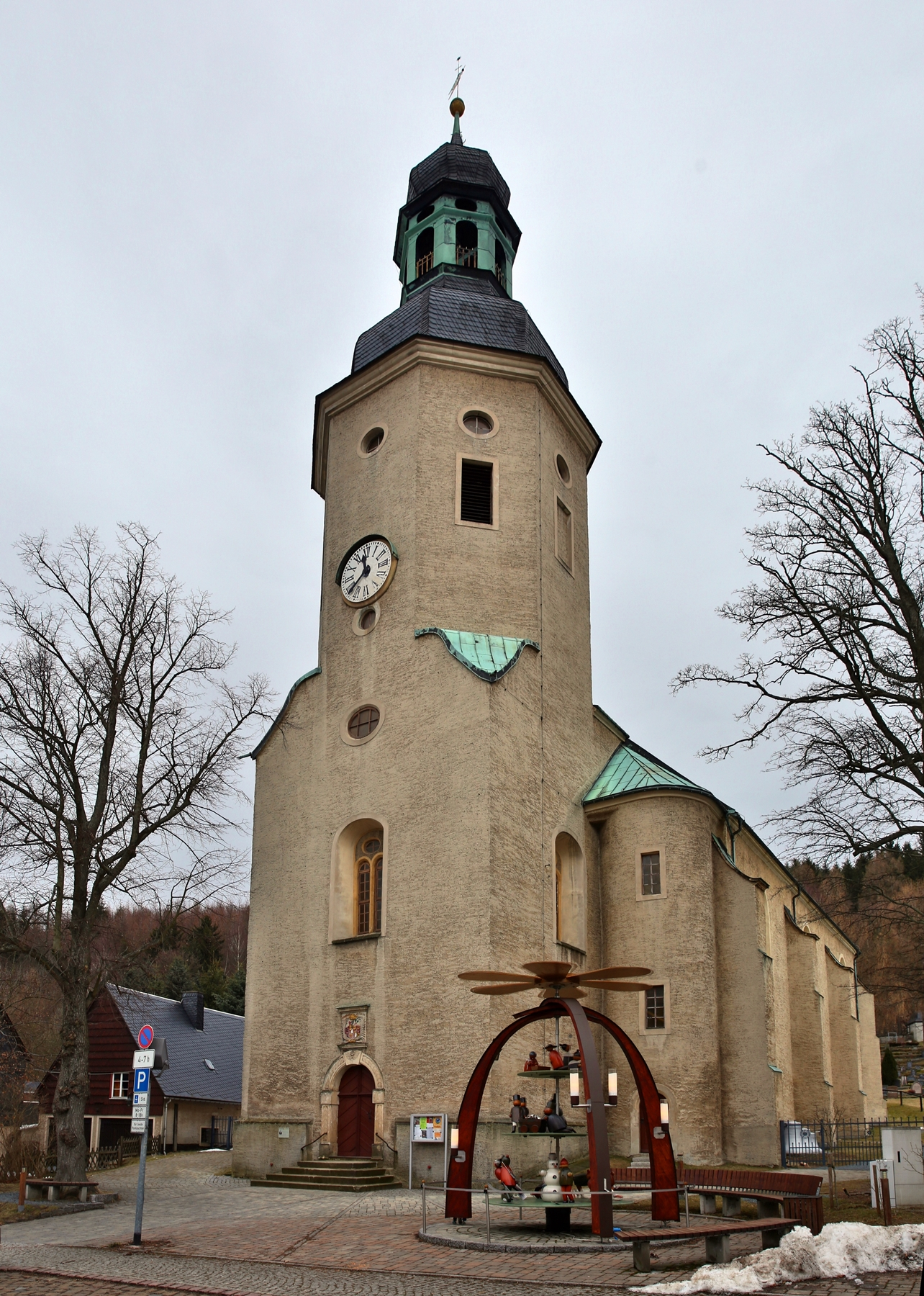
Blick auf die 1689/90 erbaute Stadtkirche

Das Geisinger Ortszentrum steht als historische und gut erhaltene Siedlungsanlage weitgehend unter Denkmalschutz. Da die ehemalige Stadt im Laufe ihrer Entwicklung von größeren Bränden verschont wurde, blieb der Grundriss Geisings seit dem 16. Jahrhundert nahezu unverändert erhalten. Unter den teils in Fachwerk-, teils in Umgebindebauweise errichteten Häusern ragt das sogenannte Saitenmacherhaus hervor. Das 1688 errichtete Fachwerkhaus mit steinernem Erdgeschoss verfügt über ein Sitznischenportal. Im Gebäude befand sich 1691 bis 1902 eine Zinngießerei. Die Stadtkirche wurde 1689 erbaut und beherbergt einen wertvollen Altar mit Bergmannsleuchtern sowie eine Barock-Orgel von Johann Daniel Ranft. Das im Jahr 1908 errichtete Rathaus steht ebenfalls unter Denkmalschutz. Die kursächsische Postdistanzsäule am Geisinghof ist eine Nachbildung der Säule von 1734, die auf dem Altmarkt von Neugeising stand.
Nennenswert ist die 1875 errichtete Oberschule Geising.

### Freizeit und Sport

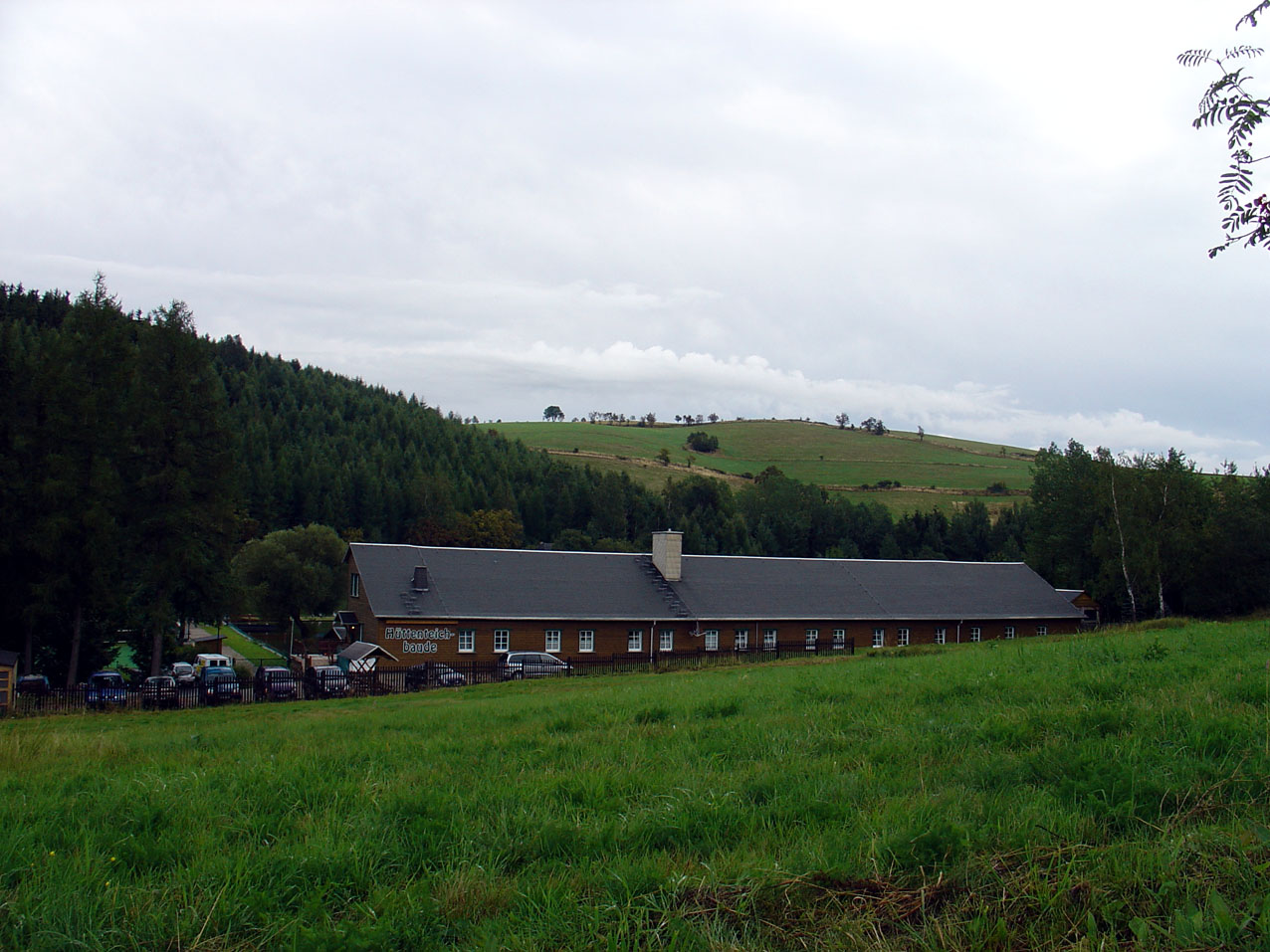
Hüttenteichbaude Geising mit Blick zum Hutberg/Löwenhain (links)

- Kunsteishalle „Gründelstadion“ (Eissaison u. a. mit Curling und Eislaufen von Oktober bis März, im Sommer Skaterbahn)
- Naturbad Hüttenteich (u. a. Abenteuerspielplatz, Freilandkegeln, Minigolf, Miniboote, Tischtennis)
- Bowling und Billard in der Gaststätte „Am Schauhübel“
- Tennisanlage am Berghotel Schellhas
- Devalkart (unmotorisierter Kart) am Skihang
- Abfahrtshang und Skilift
- Sporthalle
- Sportschießen beim Schützenverein
- Wildpark Osterzgebirge Hartmannmühle
- Kohlhaukuppe
- Geisingberg

### Regelmäßige Veranstaltungen
- Ski- und Eisfasching (Sonntag vor Fastnacht)
- Weihnachtsmarkt (1. Advent)

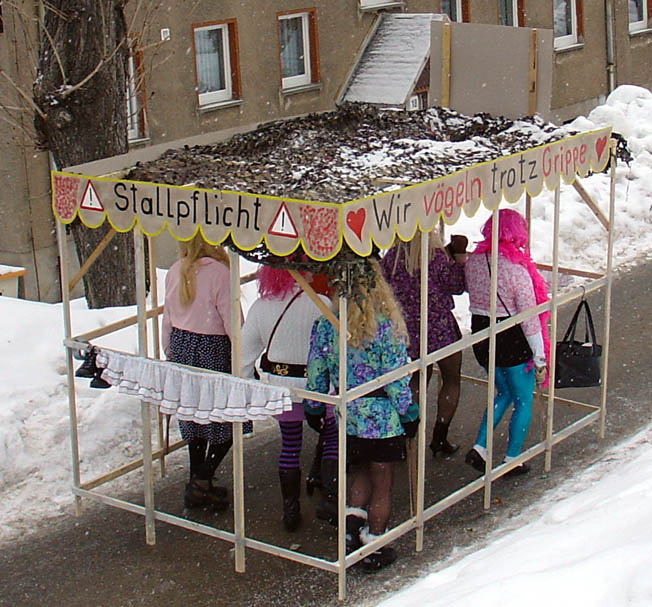
Umzugsbild Vogelfrei
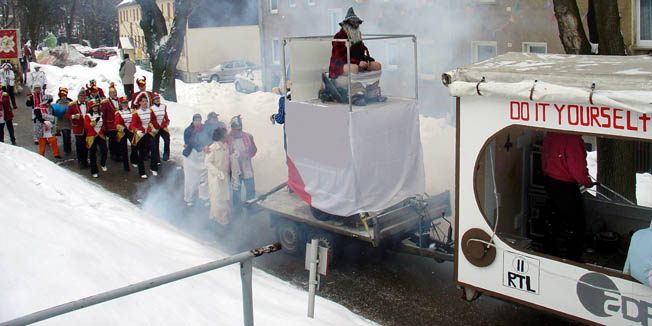
Faschingsumzug 2006 II
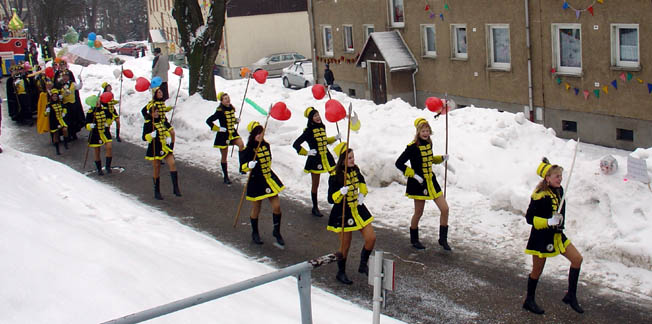
Prinzengarde 2006

## Wirtschaft und Infrastruktur

### Ansässige Unternehmen (Auswahl)
- FeinwerkTechnik GmbH, Herstellung von feinmechanischen Antrieben und Baugruppen, ca. 100 Beschäftigte (2022)

### Ehemalige Unternehmen
- Brauerei Paul Lohse, 1862 gegründet. 1876 wurde sie von einem  Herrn Kaiser übernommen und existierte als Brauerei Kaiser. 1886 übernahm sie H. Friedrich, 1895 dann L. Bach. 1902 ging sie in den Besitz von Georg Oelschlägel über und 1906 an Arthur Fleischinger. Schon zwei Jahre später übernahm sie Robert Friedrich und ab 1911 dann Paul Lohse.[10][11] Am 11. September 1914 verstarb Lohse während des Krieges nördlich Goldap (Ostpreußen) als Gardereiter in der Schlacht an den Masurischen Seen und die Brauerei wurde geschlossen.

### Verkehr

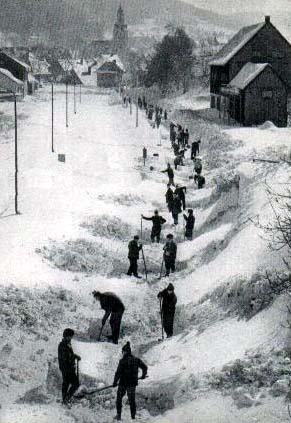
Bahnhof Geising wird freigeschaufelt

Die straßenseitige Erschließung von Geising erfolgt hauptsächlich durch die Staatsstraße S 178, die von Heidenau durch das Müglitztal und das Tal des Roten Wassers nach Geising und von hier weiter zur Bundesstraße 170 in Altenberg führt. Die Kreisstraße K 9033 führt von der deutsch-tschechischen Grenze in Zinnwald-Georgenfeld über Geising und Löwenhain zur Staatsstraße S 174 östlich von Lauenstein. Die nächste Autobahnanschlussstelle befindet sich in ca. 14 Kilometer Entfernung (Anschlussstelle Bad Gottleuba der Bundesautobahn 17).
Seit 1890 verfügt Geising über einen Eisenbahnanschluss an der Müglitztalbahn, die vom Oberen Elbtal ins Osterzgebirge führt. Die als Schmalspurbahn errichtete Linie endete ursprünglich in Geising und wurde 1923 bis Altenberg verlängert. In den 1930er Jahren erfolgte die Umspurung auf Normalspur. Das im Nordwesten des Ortes befindliche Empfangsgebäude stammt noch aus der Schmalspurzeit. Es wurde 1938 um einem Warteraum ergänzt und dient heute gewerblichen Zwecken. Der Schienenpersonenverkehr auf der Müglitztalbahn wird momentan mit Dieseltriebwagen vom Typ Siemens Desiro Classic abgewickelt. (Stand März 2021) Der Eisenbahnanschluss Geisings hat insbesondere in den Anfangsjahren einen wesentlichen Beitrag zur touristischen Entwicklung des Ortes geleistet.
Der Busnahverkehr wird weitgehend durch die Regionalverkehr Sächsische Schweiz-Osterzgebirge GmbH erbracht, welche Geising mit den Buslinien 367 (Kurort Kipsdorf – Schellerhau – Altenberg – Zinnwald – Geising), 368 (Glashütte – Bärenstein – Lauenstein – Liebenau – Fürstenau – Geising – Altenberg) und 385 (Glashütte – Börnchen – Liebenau – Lauenstein – Geising) erschließt. (Stand März 2021)

### Bildung
- Oberschule Geising

## Persönlichkeiten

### Söhne und Töchter des Ortes
- Johann Schelle (1648–1701), Komponist, Thomaskantor
- Johann Kuhnau (1660–1722), Komponist des Barock, Thomaskantor, Nachfolger von Johann Schelle
- George Bähr (1666–1738), protestantischer Barockarchitekt (geboren im heutigen Ortsteil Fürstenwalde)
- Imanuel Heinrich Kauderbach (1695–1776), lutherischer Theologe und Autor
- Erwin Pollack (1863–1915), klassischer Philologe und Gymnasiallehrer
- Ewald Schönberg (1882–1949), Maler der Neuen Sachlichkeit
- Dieter Voigt (* 1939), Eishockeyspieler
- Dieter Ritter (* 1941), ehemaliger Biathlet und Skilangläufer
- Hansjörg Knauthe (* 1944), Biathlet, gewann bei den Olympischen Spielen 1972 eine Silber- und Bronzemedaille
- Arndt Pfützner (1949–2022), Sportwissenschaftler

### Persönlichkeiten, die vor Ort gewirkt haben
- Heribert Fischer-Geising (1896–1984), Maler und Zeichner, von 1919 bis 1961 in Geising
- Siegfried Urbank (1928–1972), Schnitzer und Holzbildhauer
- Wolfgang Barsch (* 1946), Geologe, Leiter des Besucherbergwerks Vereinigt Zwitterfeld
- Sandra Kiriasis (* 1975), aufgewachsen in Geising, Bobpilotin, olympische Gold- und Silbermedaillengewinnerin
- Lars Jungnickel (* 1981 in Dohna), Fußballspieler, der beim 2. Bundesligaverein Dynamo Dresden spielt
- Jessica Tiebel (* 1998 in Dippoldiswalde), Rennrodlerin, Juniorenweltmeisterin

### Ehrenbürger
- Otto von Bismarck
- Werner Stöckel (1930–2004), ehrenamtlicher Heimatforscher, Ehrenbürger seit 1999

## Belege
1. ↑  Zahlen und Fakten | Altenberg im Erzgebirge. Abgerufen am 25. Oktober 2022.
2. ↑  Ernst Eichler und Hans Walther: Sachsen. Alle Städtenamen und deren Geschichte, Faber und Faber Verlag, Leipzig 2007, S. 63f.
3. ↑  Martin Hammermüller (Um Altenberg, Geising und Lauenstein. Werte der Deutschen Heimat, Band 7, Berlin 1964) vermutet eine Übertragung des Ortsnamens auf den Berg. Ernst Eichler und Hans Walther (Städtenamenbuch der DDR. Leipzig 1986) gehen vom Gegenteil aus. Es erscheint aber glaubwürdiger, dass ein so markanter Einzelberg wie der Geisingberg schon eine Bezeichnung besaß, bevor es zur Anlage der Siedlung zu seinen Füßen kam.
4. ↑  Vor 20 Jahren: Die Stasi und der Geisinger Fasching. In: Spiegel Online Video. 6. April 2015, abgerufen am 9. Juni 2018.
5. ↑  Maik Brückner: Geising stimmt der Eingemeindung zu, Sächsische Zeitung vom 23. Dezember 2010
6. 1 2  Mandy Schaks: Die Städte Altenberg und Geising gehen ab Januar gemeinsame Wege, Sächsische Zeitung (Dippoldiswalde) vom 30. Dezember 2010
7. ↑  Maik Brückner: Leistet sich Geising zu viel?, Sächsische Zeitung (Dippoldiswalde) vom 23. Oktober 2010.
8. ↑  Statistisches Landesamt Sachsen – Gemeindestatistik Sachsen
9. ↑  Geising, Deutschland (Sachsen) - Evangelische Stadtkirche. Abgerufen am 18. Mai 2022 (englisch).
10. ↑  Brauerei Paul Lohse – Geising, Altenberg-Geising. In: plopsite.de. Norbert Lamping, abgerufen am 17. Mai 2022.
11. ↑  Brauerei Paul Lohse Geising. In: Historisches Brauereiverzeichnis Deutschland. Klaus Ehm, abgerufen am 17. Mai 2022.